# حنبل الرصافي
أَبُو عَلِيٍّ حَنْبَلُ بْنُ عَبْدِ اللَّٰهِ بْنِ فَرَجِ بْنِ سَعَادَةَ الرُّصَافِيُّ الْحَنْبَلِيُّ ويُعرف اختصارًا بـ حنبل الرصافي (510، 511 – 4 محرم 604هـ / 1120 – 1207م) المكبِّر بجامع المَهدي بالرصافة، وهو راوي مسند الإمام أحمد بسنده إلى عبد الله عن أبيه أحمد، وعُمّر تسعين سنة، وخرج من بغداد إلى أربيل فأسمع المسند، واستقدمه ملوك دمشق إليها، فسمع الناس بها عليه المسند، وكان الملك المعظم عيسى بدمشق يكرمه، ويجزل له العطاء، وكان معه في هذه الرحلة ابن طبرزد، وكان الملك عيسى يسمع منه الحديث في «الكلاسة» مع الجمع الكثير، وعاد إلى بغداد وتوفي بها سنة 604هـ، وكان العز بن عبد السلام أحد الذين سمعوا منه الحديث.